# عادغان
عادغان (بالفارسية: عادگان) هي قرية تقع في قسم زاينده‌رود الشمالي الريفي في إيران. يقدر عدد سكانها بـ 584 نسمة بحسب إحصاء 2016.